# Welsh International 1931
Die Welsh International 1931 fanden in Llandudno statt. Es war die fünfte Auflage dieser internationalen Meisterschaften von Wales im Badminton.

## Finalresultate
| Disziplin    | Sieger                              | Finalist                     | Ergebnis          |
| ------------ | ----------------------------------- | ---------------------------- | ----------------- |
| Herreneinzel | Willoughby Hamilton                 | Arthur Hamilton              | w/o               |
| Dameneinzel  | Thelma Kingsbury                    | Marian Horsley               | 11–4, 11–3        |
| Herrendoppel | Arthur Hamilton Willoughby Hamilton | Leslie Nichols Ralph Nichols | 8–15, 15–12, 15–2 |
| Damendoppel  | Hazel Hogarth Thelma Kingsbury      | Nora Coop Diana Doveton      | 15–6, 15–11       |
| Mixed        | Ralph Nichols Nora Coop             | Leslie Nichols Hazel Hogarth | 15–8, 18–15       |